# Jean-Claude Sommier
Pour les articles homonymes, voir Sommier.
Jean-Claude Sommier, né en 1661 à Vauvillers dans le  diocèse de Besançon et mort le 5 octobre 1737 à Saint-Dié, est un prélat, un diplomate et un historien français qui fut notamment grand-prévôt de Saint-Dié et archevêque de Césarée.

## Biographie
Jean-Claude Sommier est le fils de nobleNicolas Sommier, bailli de Vauvillers. Jean-Claude Sommier est docteur en théologie, diplomate, Camérier de Sa Sainteté, prélat de la Maison papale, archevêque de Césarée, Grand-Prévôt de Saint-Dié et abbé commendataire de Bouzonville, Conseiller d'État, Conseiller en la Cour souveraine de Lorraine.
Ordonné prêtre à Besançon en 1685, il est attiré en Lorraine par Mgr de Bissy, évêque de Toul. Il y est successivement curé de La Bresse (1685-1695), de Girancourt et de Champ-le-Duc (1696-1737). Jean-Claude Sommier, ambitieux et habile, réussit à percer à la cour de Léopold Ier. Apprécié par ce dernier, le prince le nomme son prédicateur et son conseiller ordinaire et le charge de plusieurs négociations (à Vienne, Mantoue, Venise, Parme, Paris et Rome) qui contribuent à son prestige de fin diplomate. En même temps, il gagne les faveurs de la cour pontificale par son Histoire dogmatique de la religion (1708), et surtout par son Histoire dogmatique du Saint-Siège (ib.). Innocent XIII l'avait nommé camérier, Benoît XIII le sacre archevêque de Césarée et le créé prélat de sa maison et évêque assistant au trône pontifical. En effet, envoyé à Venise par le duc en 1724, Sommier pousse jusqu'à Rome afin d'offrir au pape quelques-uns de ses ouvrages. Il fut très bien accueilli par le pape Benoît XIII qui le consacra archevêque de Césarée in partibus (c'est-à-dire sans évêché) le 2 janvier 1725,(il fut d'abord nommé archevêque de Tyr, qui fut changé ensuite en Césarée)  Les papes connaissaient la situation particulière des quatre abbayes vosgiennes (Saint-Dié, Moyenmoutiers, Senones et Etival) où le sacrement de confirmation ne pouvait être dispensé, l'évêque de Toul refusant de se rendre dans ce pays de "nul diocèse". À la suite, deux autres évêques in partibus furent nommés par la papauté dans le pays de nul diocèse, à Moyenmoutier (dom Mathieu Petitdidier, évêque de Macra en 1726) et à Etival (Charles-Hyacinthe Hugo, évêque de Ptolémaïde en 1728).
« Après quoi, raconte Dom Calmet, le pape ordonna à M. Sommier de lui dire s'il était vrai qu'il y eut en Lorraine des territoires de nul diocèse où l'on ne portait plus depuis longtemps les secours qui dépendent de l'ordre épiscopal, surtout le sacrement de la confirmation. M. Sommier lui répondit que ce qu'on lui avait dit était très vrai. Sa Sainteté lui demanda les raisons, pourquoi tant de pauvres peuples étaient abandonnés, et M. Sommier répondit qu'autrefois les évêques voisins ne faisaient pas difficultés d'y porter leur secours, sur l'invitation des prélats de ces territoires, mais que depuis un certain temps les évêques de Toul prétendant en être les ordinaires, et comme les prélats de ces lieux ne voulaient pas les recevoir en cette qualité, on n'y voyait plus d'évêques y faire ces fonctions. Sur quoi le Saint-Père, après avoir levé les yeux et les mains au ciel en signe d'indignation et de déplaisir, dit hautement et de manière à se faire entendre de tous les assistants : Hé bien ! archevêque de Césarée, je vous établis et vous donne mon pouvoir pour exercer les fonctions d'ordre épiscopal, pendant toute votre vie, dans les territoires exempts, qui sont dans les états du duc de Lorraine ; ce que Sa Sainteté répéta deux fois avant sa sortie de l'église-.. » Un bref du pape envoyé au duc confirma ces pouvoirs. (Dom Calmet). Il est Illustrissime et révérendissime Monseigneur Jean-Claude Sommier.
De son côté, Léopold le fait élire Grand-prévôt de Saint-Dié (après la démission de l'abbé de Mahuet, contrainte par Léopold) et abbé commendataire de Bouzonville (Diocèse de Metz), faisant ainsi l'union personnelle de la dignité épiscopale et de la grande-prévôté. Jean-Claude Sommier fut ainsi un véritable évêque de Saint-Dié. Mais à sa mort, cette qualité d'évêque ne fut plus donnée à son successeur, et ce ne fut que quarante années plus tard (1771), que l'évêché de Saint-Dié fut définitivement créé.
Jean-Claude Sommier écrivit plusieurs ouvrages pour défendre les prétentions des églises vosgiennes, lors de leurs démêlés avec l’évêque de Toul. Indépendant et ambitieux jusqu'au bout, Sommier mourut le 5 octobre 1737 à l'âge de 76 ans. Il fut inhumé dans la chapelle Saint-Léon de la collégiale de Saint-Dié.

## Œuvres de Jean-Claude Sommier
Histoire dogmatique du Saint Siège, sept volumes, Dominique-Joseph Bouchard, éd., Saint-Dié, 1716-1730
Histoire dogmatique de la religion, ou la religion prouvée par l'authorité divine et humaine, et par les lumières de la raison. Dédiée à notre saint père le pape, six volumes, Jean Delaulne, Paris, 1708-1714
Histoire de l'Eglise de Saint Diez : avec les piéces justificatives de ses immunitez, & priviléges. Dédiée à notre St. Père le pape Benoit XIII, Dominique-Joseph Bouchard, éd., Saint-Dié, 479 p.,1726
Histoire de l'Eglise de Saint Diez : avec les piéces justificatives de fes immunitez, & priviléges. Dédiée à notre St. Père le pape Benoit XIII.Status publiez au synode de Saint-Diez, Tenu le 9. May 1731. / par Messire Jean-Claude Sommier, Archevêque de Cefarée, Dominique-Joseph Bouchard, Saint-Dié
Apologie de l'histoire de l'Eglise de Saint-Diez. Et d'un mémoire touchant les droits de son prélat, contre un livre intitulé Défense de l'Eglise de Toul, &c. contre les entreprises du chapitre de Saint-Diez, & des abbez de la Vôge, 1737
Ces ouvrages peuvent être consultés à la bibliothèque Stanislas à Nancy (section patrimoniale).

## Héraldique
Les armes de l'Archevêque de Césarée était « d'azur au sommier d'or, mis en fasce, accompagné de deux étoiles d'argent en chef et d'un croissant montant de même en pointe »

## Anecdote
"Pendant un séjour qu'il fit à la cour du souverain pontife, Benoît XIII, voulant l'entendre et peut être juger de son talent pour la prédication, lui fit connaître le jour où il désirait qu'il expliquât la parole de Dieu devant le Sacré Collège. Ce jour venu M. Sommier monte en chaire et y reste dans l'attitude du recueillement sans articuler une seule parole. Le silence qu'il gardait et qui devenait une cause d'embarras et de malaise général, obligea le pape de faire dire à l'orateur de commencer. « J'attends, répondit M. Sommier, qu'il plaise à Sa Sainteté de me fournir le sujet de mon discours. » Si profonde que fût la surprise causée par cette réponse, elle dut bientôt faire place à l'admiration qu'excita le prédicateur. Il traita son sujet avec tant d'éloquence, l'impression qu'il produisit sur le souverain pontife fut si vive, que le titre d'archevêque de Césarée lui fut immédiatement conféré."
Le département des Vosges: statistique historique et administrative C. Charton, Nancy, 1845